# Walter Dorwin Teague
Pour les articles homonymes, voir Teague (homonymie).
Walter Dorwin Teague (1883-1960) est un des premiers designers industriels américain des années 1930, ainsi qu'un des représentants de la tendance américaine « Streamline Moderne » avec Raymond Loewy, Henry Dreyfuss ou encore Norman Bel Geddes, avec qui il fait partie des organisateurs de l'Exposition universelle de New York 1939-1940.

## Histoire
Après des études à l'Art Students League of New York, il travaille d'abord dans la publicité, notamment pour la Ben Hampton Advertising Agency et la Calkins & Holden. À partir de 1912, il se fait remarquer par sa production d'affiches. Il effectue un voyage en Europe pour approfondir ses connaissances, où il s'intéresse à l'architecture moderne avec le Bauhaus et Le Corbusier. 
En 1926, il ouvre son bureau d'études Teague (company) (en) de Seattle, pour les expositions, la décoration intérieure et le dessin industriel. Il réalise entre autres le design de deux appareils Eastman Kodak, en 1927, et de l'automobile Marmon Sixteen (à moteur V16) en 1930.
En 1940, il rédige son ouvrage Design this day qui est à la fois une biographie de l'auteur et une présentation de l'évolution du design industriel depuis les années 1920. Il y présente donc le métier de designer industriel dont il est un des premiers représentants expliquant notamment qu'il est nécessaire d'être à la fois ingénieur en plus d'être un artiste.

Quelques-unes de ses créations
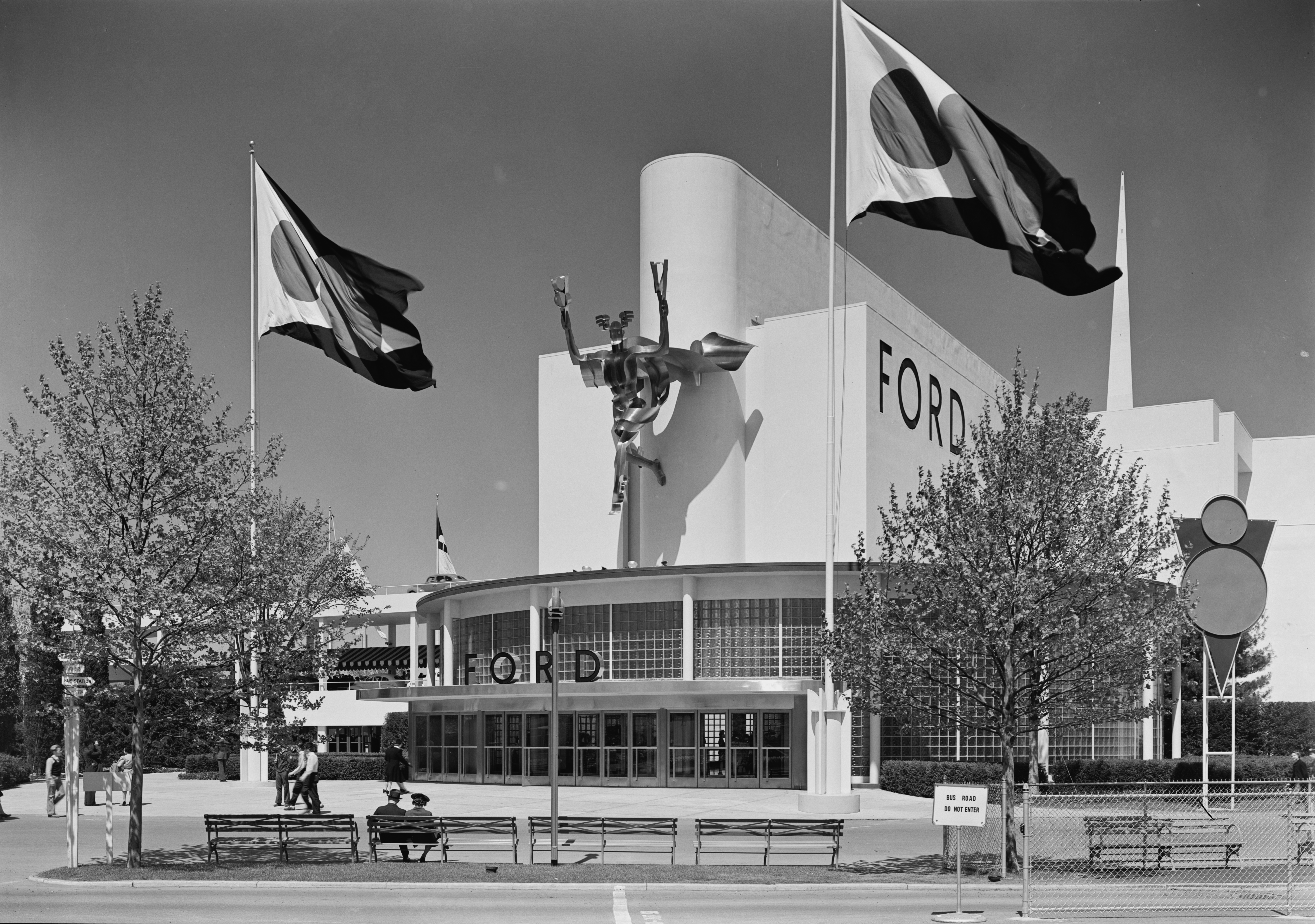
Pavillon Ford de l'Exposition universelle de New York 1939-1940
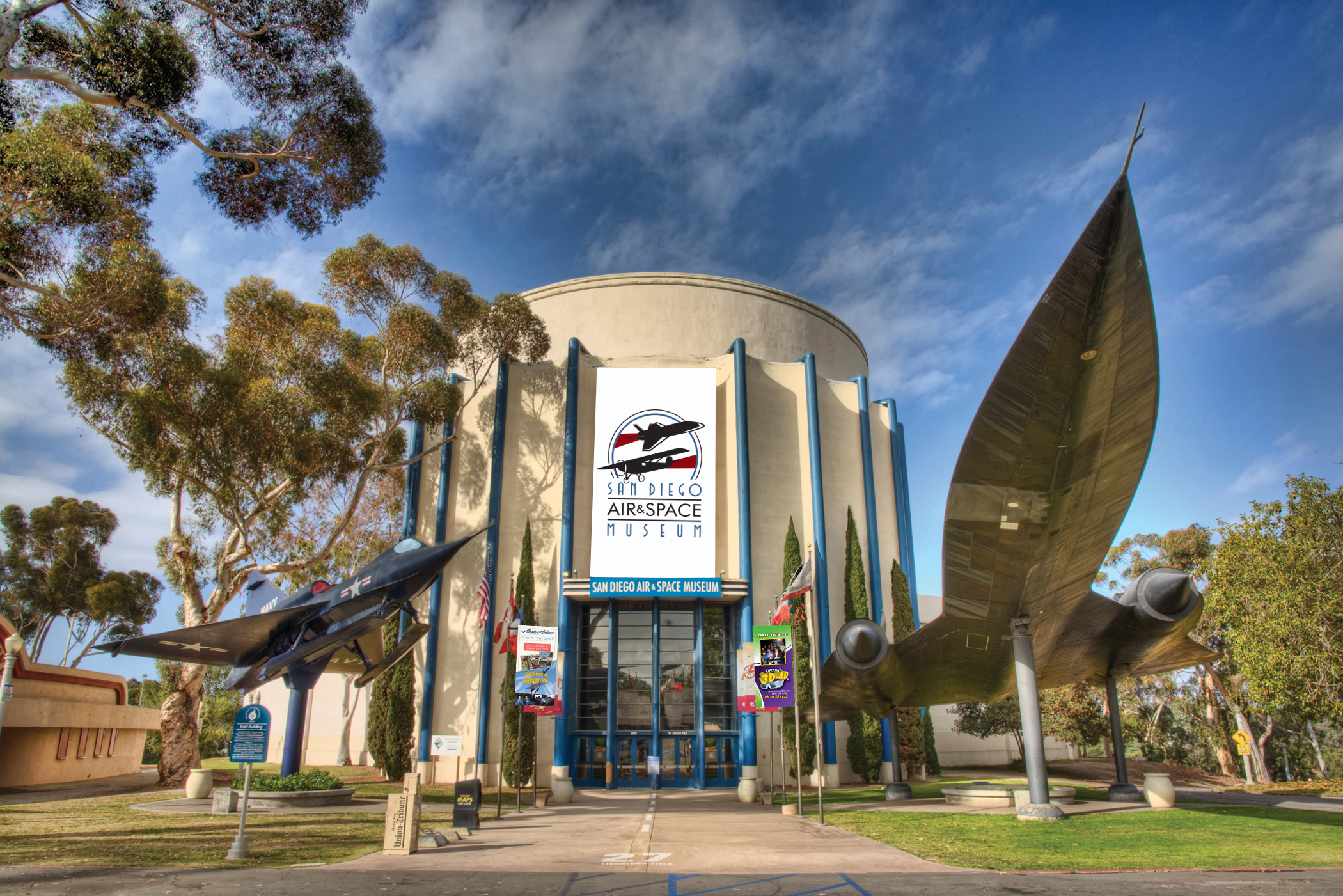
Musée de l'air et de l'espace de San Diego
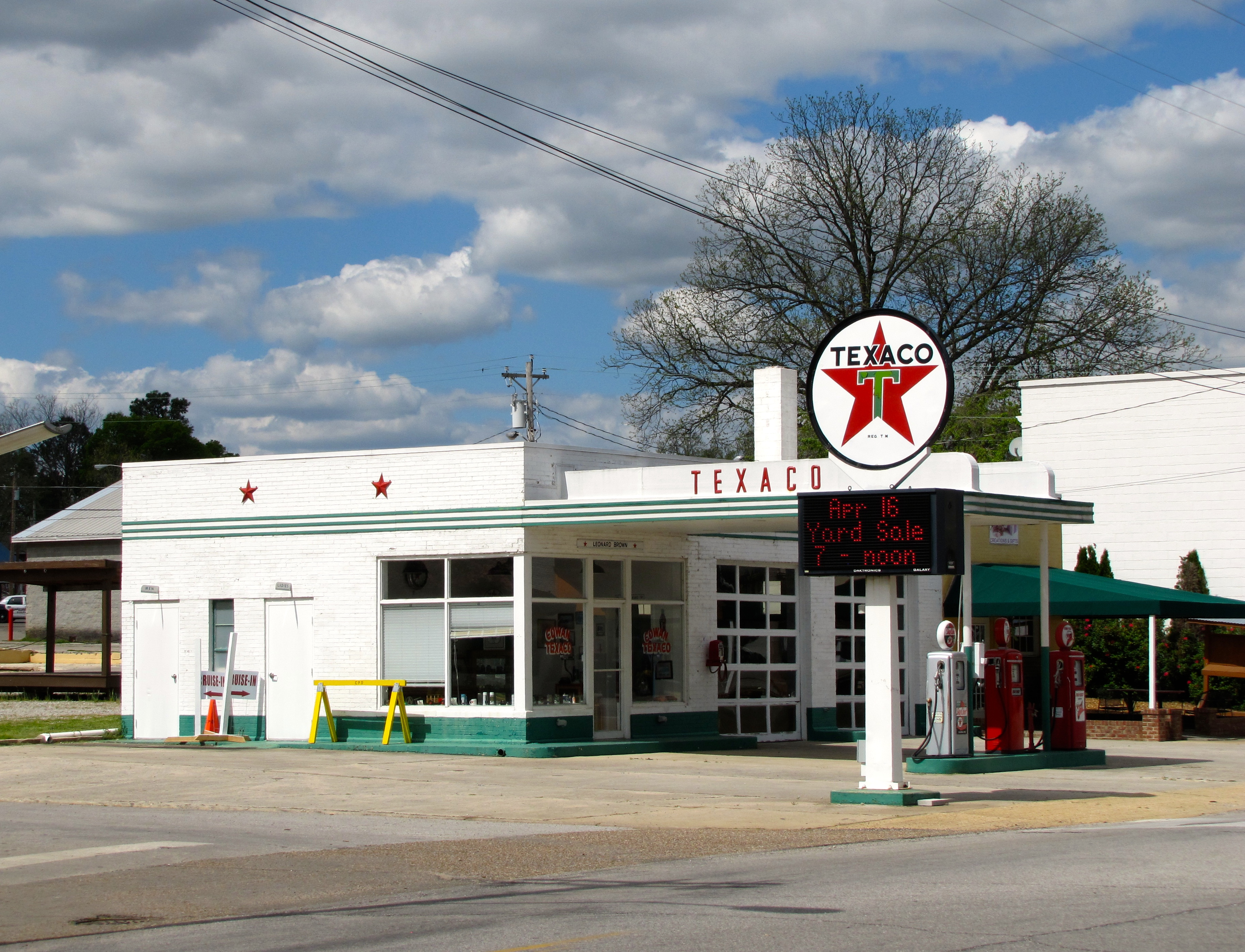
Station-service Texaco
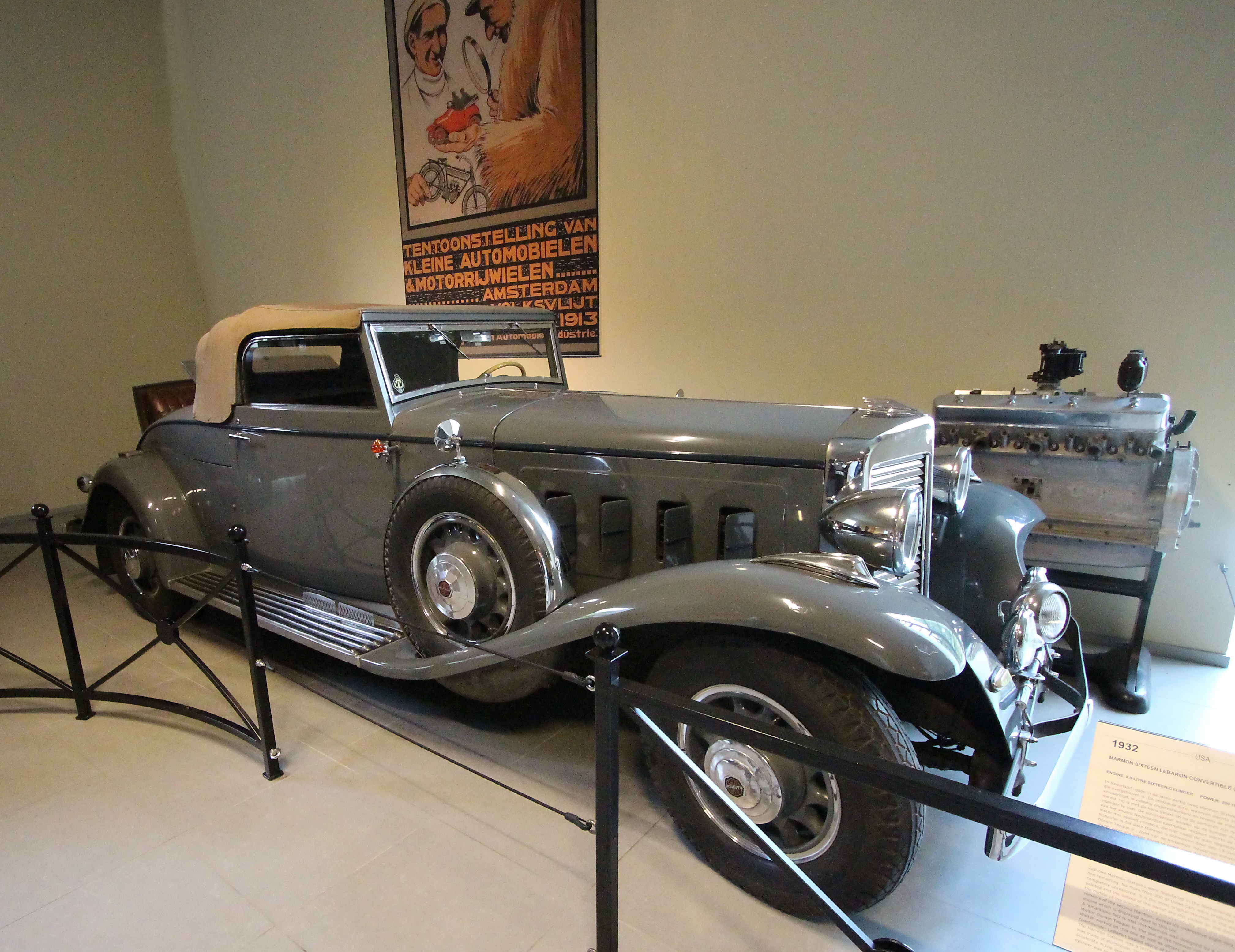
Marmon Sixteen (V16)

Il travaille pour de nombreuses firmes telles que Kodak, Texaco ou encore Boeing. Teague dessine également entre autres le musée de l'air et de l'espace de San Diego, the Centennial Dome (en) de Richmond (Virginie), des pianos à queue Steinway & Sons, des voitures de chemin de fer, du matériel de bureau, des stations-services Texaco, la Cloche de la Liberté de Berlin et l'agencement intérieur d'avions de ligne Boeing, tels que les Boeing 367-80 et Boeing 707.

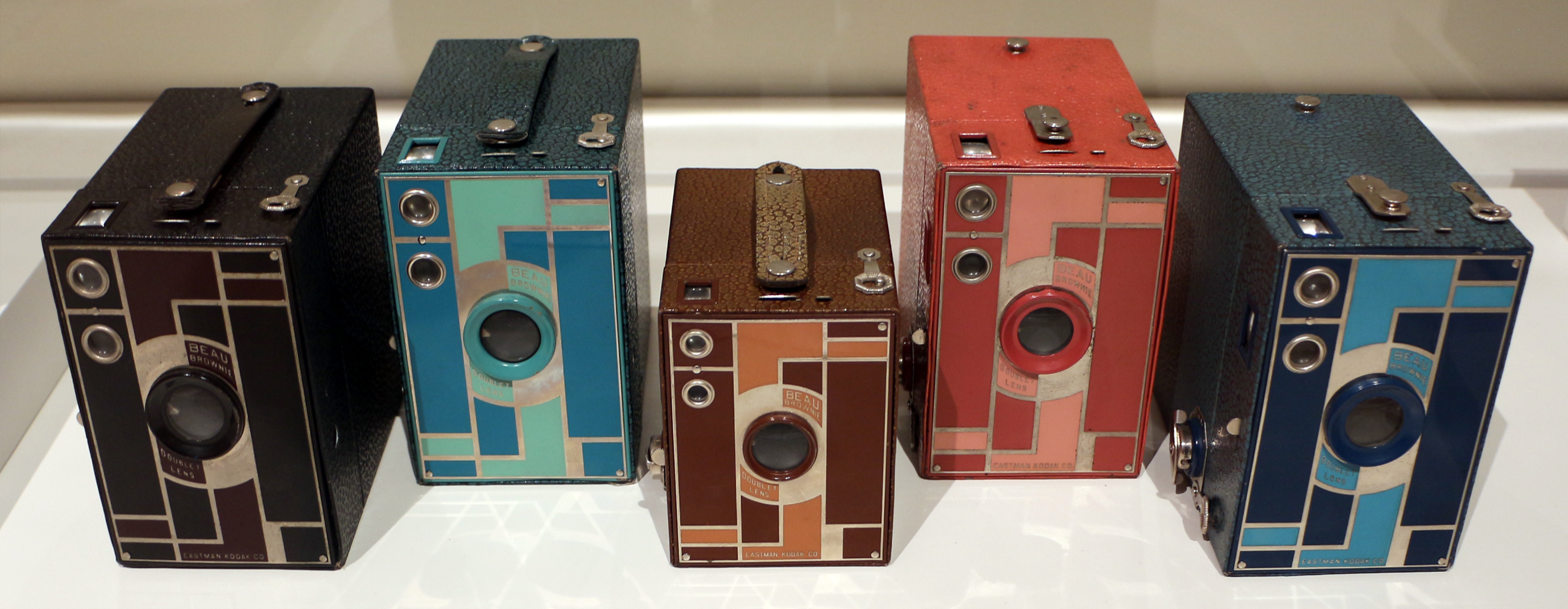
Des Brownie Kodak.
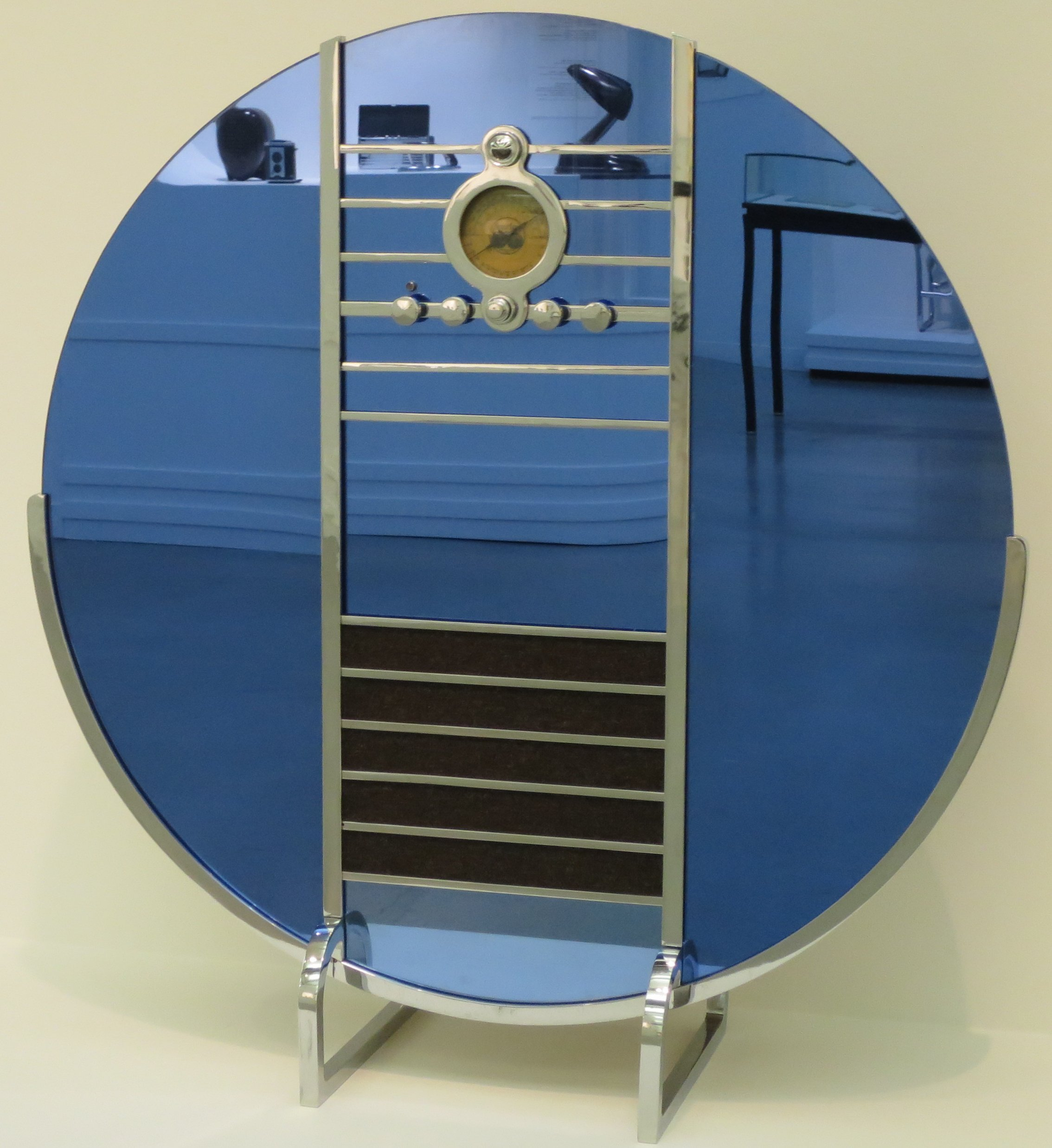
Récepteur radio
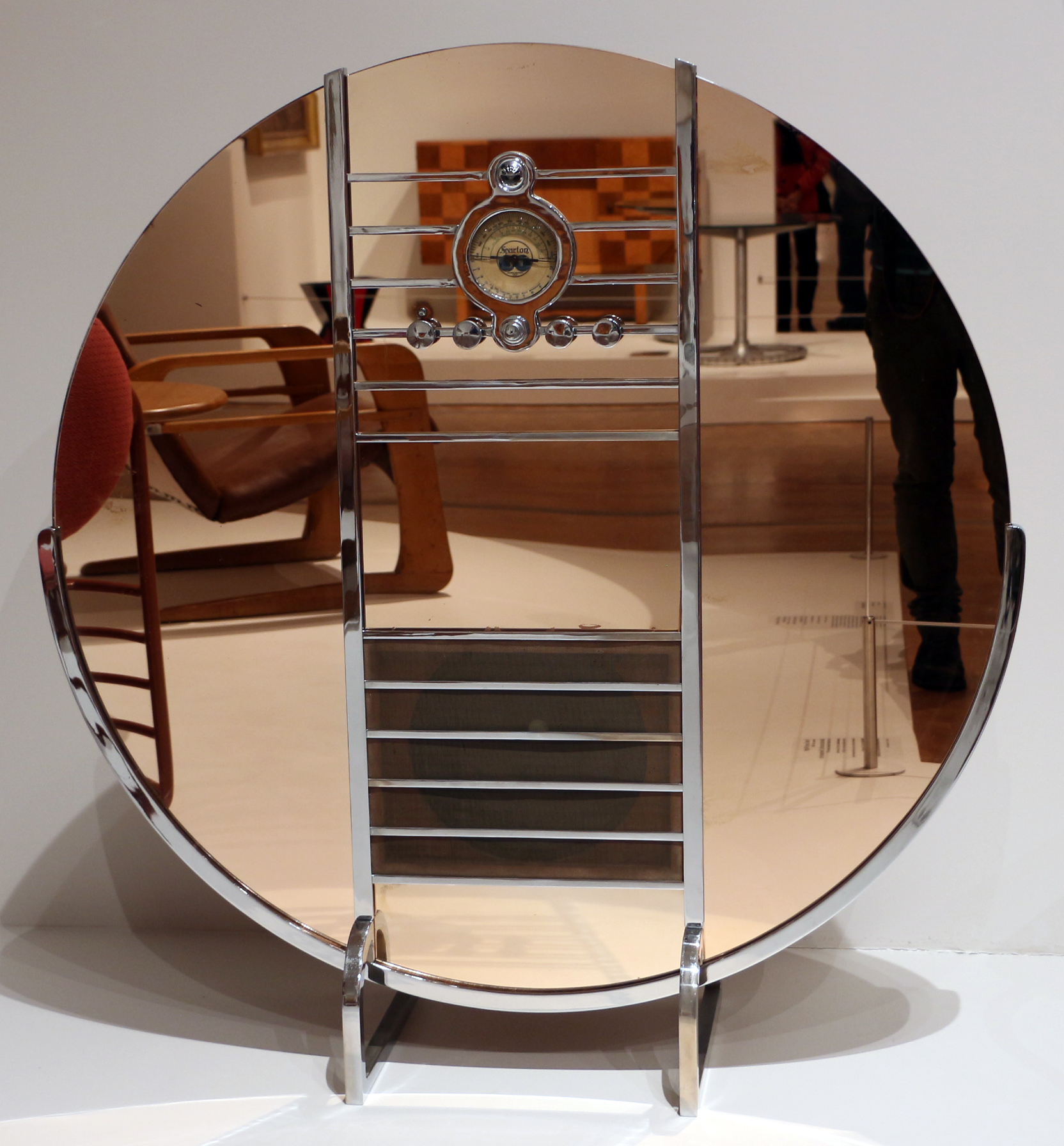
Récepteur radio
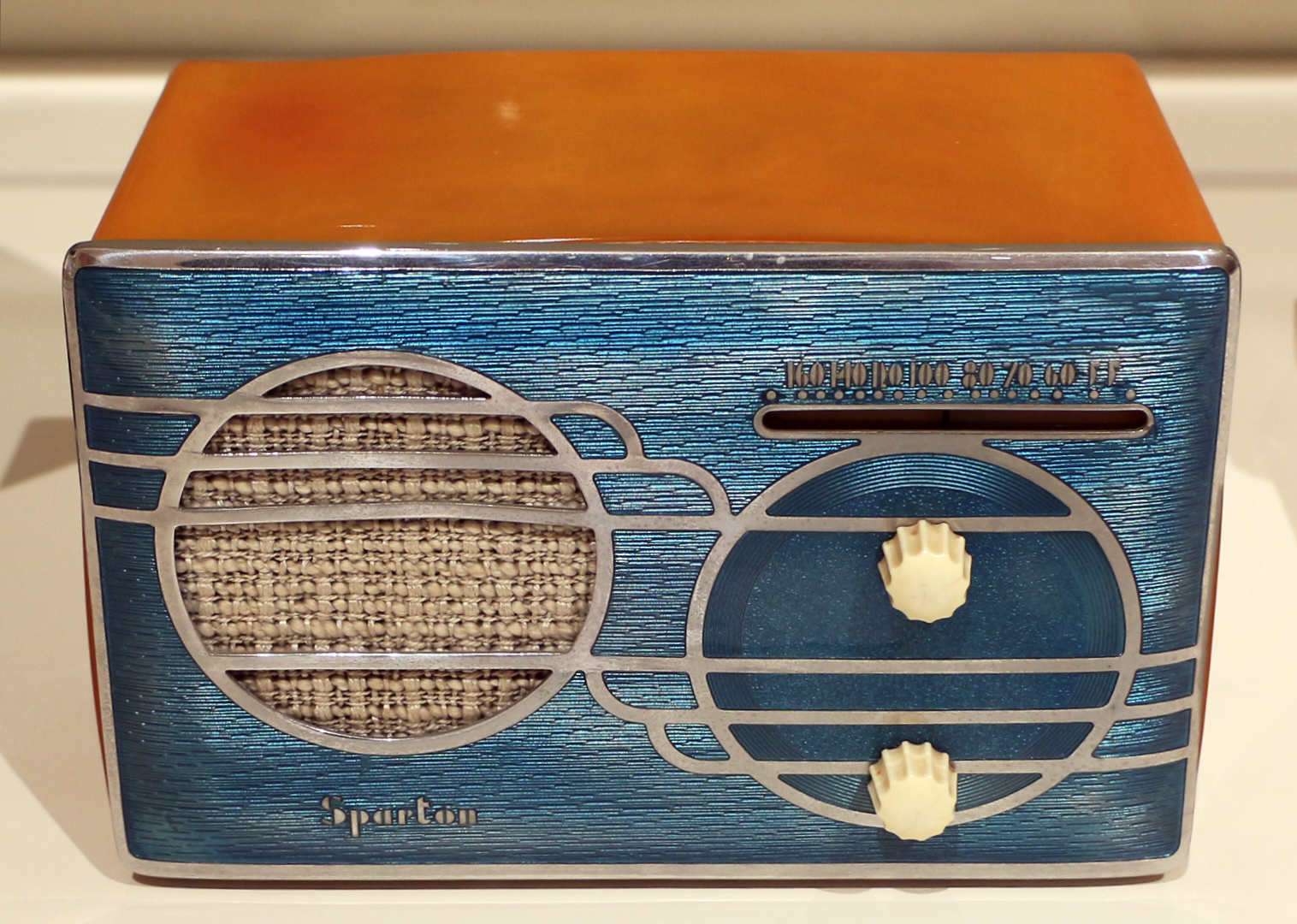
Récepteur radio

## Quelques distinctions
- 1951 : Membre du Royal Designers for Industry du Royaume-Uni.

## Film documentaire
- 2014 : Teague : Design & Beauty, long métrage documentaire du cinéaste Jason A. Morris.